# Episodi di Giorno per giorno (serie televisiva 1975) (quarta stagione)
La quarta stagione della serie televisiva Giorno per giorno, composta da 26 episodi, è stata trasmessa negli Stati Uniti sul canale CBS dal 18 settembre 1978 al 15 aprile 1979.
| n° | Titolo originale                    | Titolo italiano | Prima TV USA      | Prima TV Italia |
| -- | ----------------------------------- | --------------- | ----------------- | --------------- |
| 1  | Father, Dear Father (Part 1)        |                 | 18 settembre 1978 |                 |
| 2  | Father, Dear Father (Part 2)        |                 | 25 settembre 1978 |                 |
| 3  | Ann's Friend                        |                 | 2 ottobre 1978    |                 |
| 4  | Bob's New Girl                      |                 | 16 ottobre 1978   |                 |
| 5  | Schneider's Help                    |                 | 23 ottobre 1978   |                 |
| 6  | Yes, Sir, That's My Baby            |                 | 6 novembre 1978   |                 |
| 7  | The Dating Game o Ann's Dating Game |                 | 13 novembre 1978  |                 |
| 8  | Peabody's War                       |                 | 20 novembre 1978  |                 |
| 9  | Jealousy (Part 1)                   |                 | 27 novembre 1978  |                 |
| 10 | Jealousy (Part 2)                   |                 | 4 dicembre 1978   |                 |
| 11 | The Arab Connection                 |                 | 11 dicembre 1978  |                 |
| 12 | Hold the Mustard                    |                 | 18 dicembre 1978  |                 |
| 13 | Girl Talk                           |                 | 25 dicembre 1978  |                 |
| 14 | The Married Man (Part 1)            |                 | 17 gennaio 1979   |                 |
| 15 | The Married Man (Part 2)            |                 | 17 gennaio 1979   |                 |
| 16 | The Married Man (Part 3)            |                 | 24 gennaio 1979   |                 |
| 17 | Going Nowhere                       |                 | 31 gennaio 1979   |                 |
| 18 | Francine Strikes Again              |                 | 7 febbraio 1979   |                 |
| 19 | The Dental Hygienist                |                 | 14 febbraio 1979  |                 |
| 20 | The Piano Teacher                   |                 | 21 febbraio 1979  |                 |
| 21 | The Broken Nose                     |                 | 28 febbraio 1979  |                 |
| 22 | Mad for Each Other                  |                 | 7 marzo 1979      |                 |
| 23 | The Graduation                      |                 | 21 marzo 1979     |                 |
| 24 | Fear of Success                     |                 | 25 marzo 1979     |                 |
| 25 | Grandma Leaves Grandpa              |                 | 8 aprile 1979     |                 |
| 26 | Schneider Gets Fired                |                 | 15 aprile 1979    |                 |